# Сен-Веран (Верхние Альпы)
Сен-Вера́н (фр. Saint-Véran, окс. Sent Veran) — коммуна во Франции, находится в регионе Прованс — Альпы — Лазурный Берег. Департамент коммуны — Верхние Альпы. Входит в состав кантона Эгюий. Округ коммуны — Бриансон.
Код INSEE коммуны — 05157.

## Население
Население коммуны на 2008 год составляло 282 человека.
| 1962 | 1968 | 1975 | 1982 | 1990 | 1999 | 2008 |
| ---- | ---- | ---- | ---- | ---- | ---- | ---- |
| 236  | 220  | 232  | 275  | 257  | 267  | 282  |

## Экономика
В 2007 году среди 197 человек в трудоспособном возрасте (15—64 лет) 155 были экономически активными, 42 — неактивными (показатель активности — 78,7 %, в 1999 году было 77,1 %). Из 155 активных работали 155 человек (87 мужчин и 68 женщин), безработных не было. Среди 42 неактивных 6 человек были учениками или студентами, 20 — пенсионерами, 16 были неактивными по другим причинам.

## Достопримечательности
- Приходская церковь Сен-Веран, исторический памятник.
- Солнечные часы.
- Астрономическая обсерватория, была основана в 1974 году, в 1990 году стала доступной для астрономов-любителей.
- Протестантская церковь, построена в 1804 году. Колокольня датируется 1843 годом.
- Приходская церковь Сент-Агат, восстановлен после наводнения в 1845 году.
- Музей сельской жизни в XIX—XX веках.

## Фотогалерея
- Сен-Веран зимой
- Церковь Сен-Веран
- Музей
- Церковь Сент-Агат